# Azul Brazilian Airlines
Azul Brazilian Airlines (порт. Azul Linhas Aéreas Brasileiras S/A, що діє як Azul) — бюджетна авіакомпанія Бразилії зі штаб-квартирою у місті Баруері, що виконує регулярні та чартерні пасажирські перевезення по аеропортах країни і за її межі. Компанія має лістинг акцій B3: AZUL4 NYSE: AZUL.
Згідно зі звітом Національного агентства цивільної авіації Бразилії в 2009 році частка пасажирських перевезень Azul в країні склав 3,82% на внутрішніх маршрутах за показником перевезених пасажирів на кілометр дистанції. У листопаді 2010 року даний показник для внутрішніх авіаперевезень виріс до 7,74 %.
У 2009 році авіакомпанія досягла високого показника завантаження пасажирських крісел на регулярних рейсах, який склав 79,71%. У березні того ж року цей критерій досяг 85 %. Висока комерційна завантаження рейсів призвела до того, що Azul стала першою авіакомпанією в світі, яка перевезла двохмільйонного пасажира протягом першого року роботи на регулярних лініях.

## Історія
Azul Linhas Aéreas Brasileiras S/A була утворена 5 травня 2008 року одним із засновників і колишнім генеральним директором бюджетної авіакомпанії США JetBlue Airways Девідом Нілменом. Спочатку в парку перевізника знаходилися три літаки Embraer 195 і два Embraer 190, салони яких були скомпоновані в один економічний клас з 118 і 106 пасажирськими місцями відповідно. Операційна діяльність авіакомпанії почалася 15 грудня 2008 року з регулярних рейсів між аеропортами міст Кампінас, Салвадор і Порту-Алегрі, а з надходженням в січні 2009 року ще трьох лайнерів в маршрутну мережу перевізника увійшли аеропорти міст Віторія (штат Еспіріту-Санту) і Курітіба (штат Парана). 
У 2016 році 23,7% акцій авіакомпанії були продані авіакомпанії Hainan Airlines.

## Маршрутна мережа

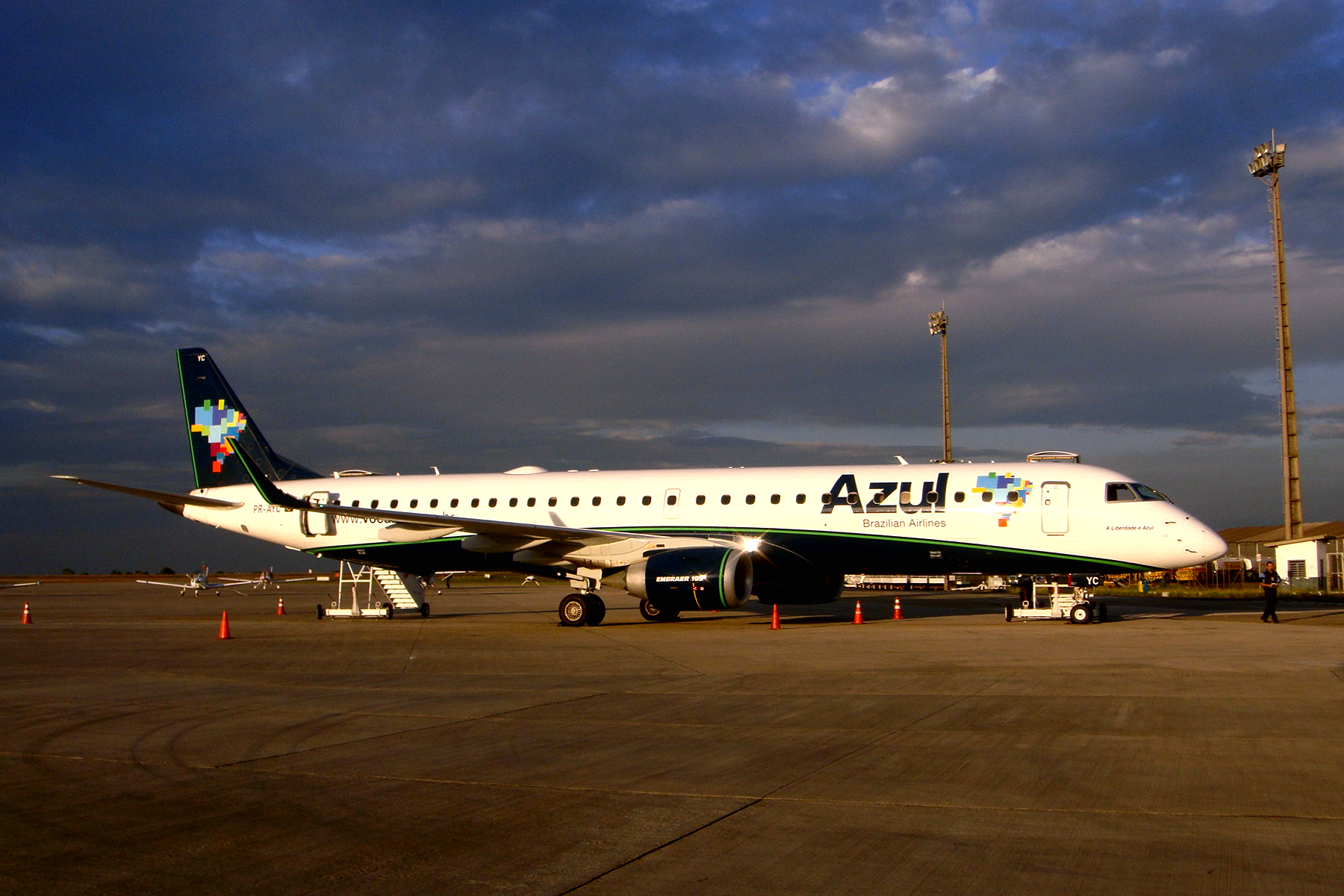
Embraer 195 в Міжнародному аеропорту Віракопус/Кампінас, який є головним транзитним вузлом авіакомпанії Azul Linhas Aéreas Brasileiras

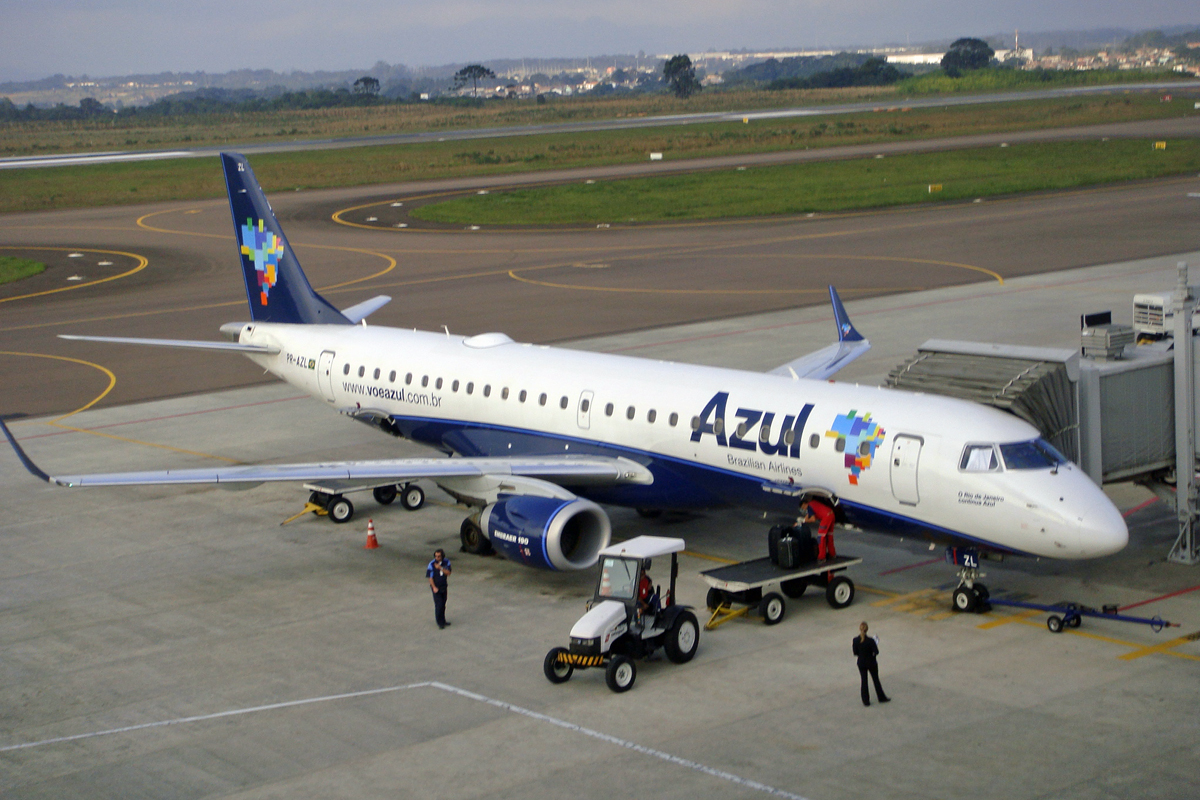
Embraer 195 в Міжнародному аеропорту Афонсу Піна

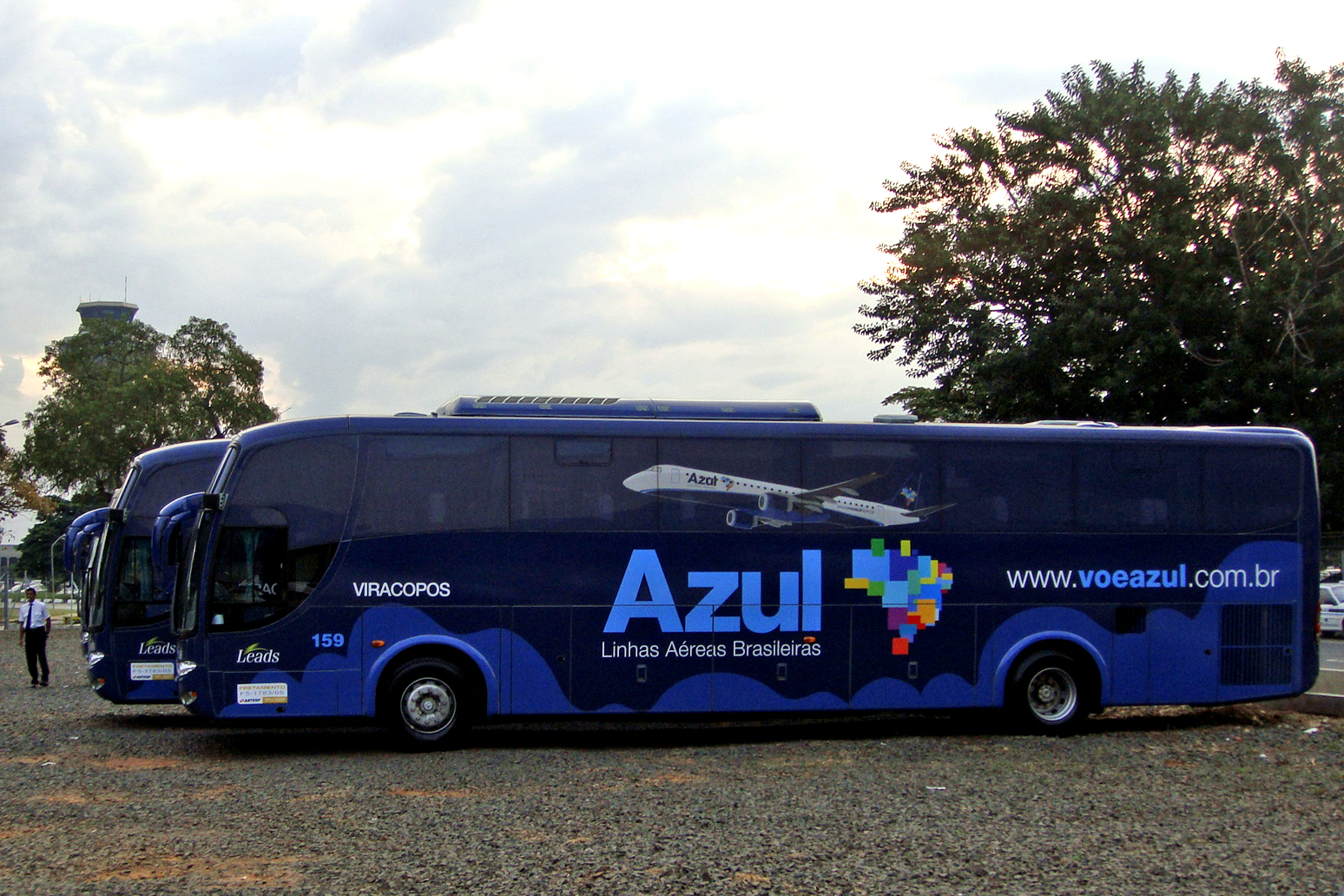
Автобуси авіакомпанії Azul Linhas Aéreas Brasileiras, що забезпечують доставку пасажирів з деяких міст в аеропорти маршрутної мережі авіакомпанії

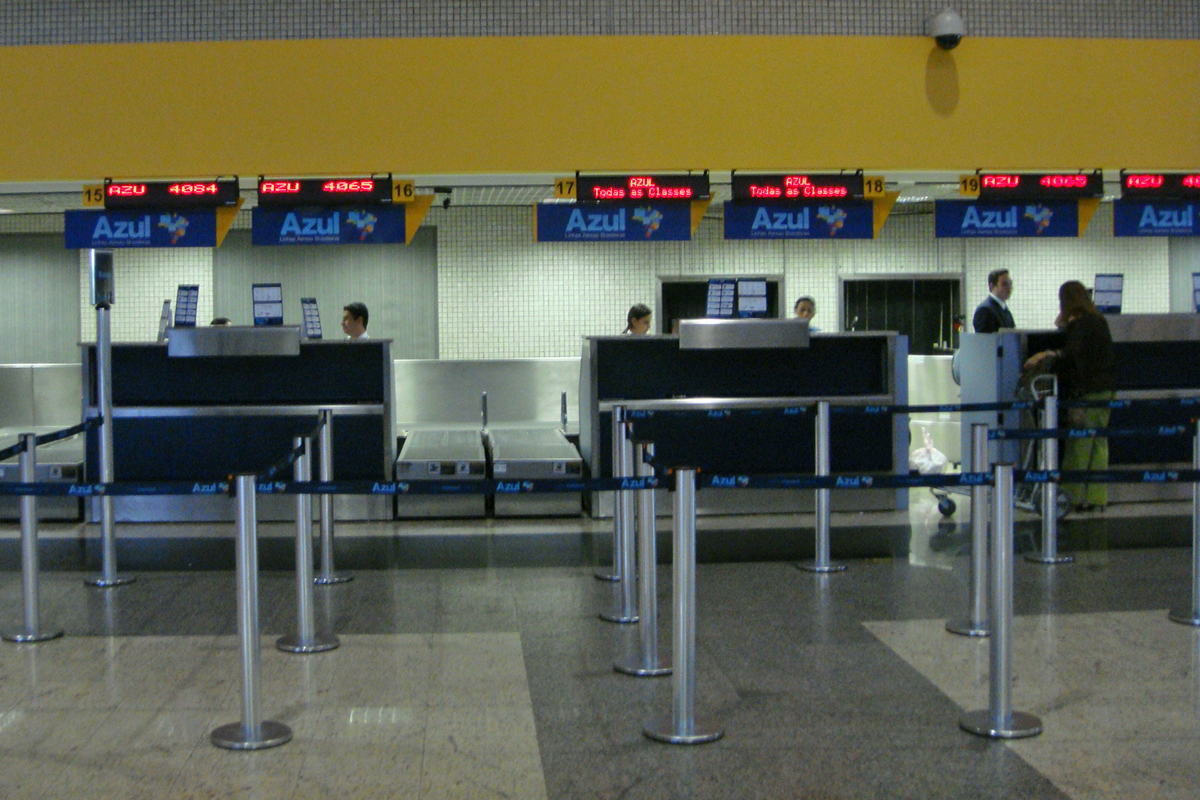
Стійки реєстрації авіакомпанії в Міжнародному аеропорту Віракопус/Кампінас

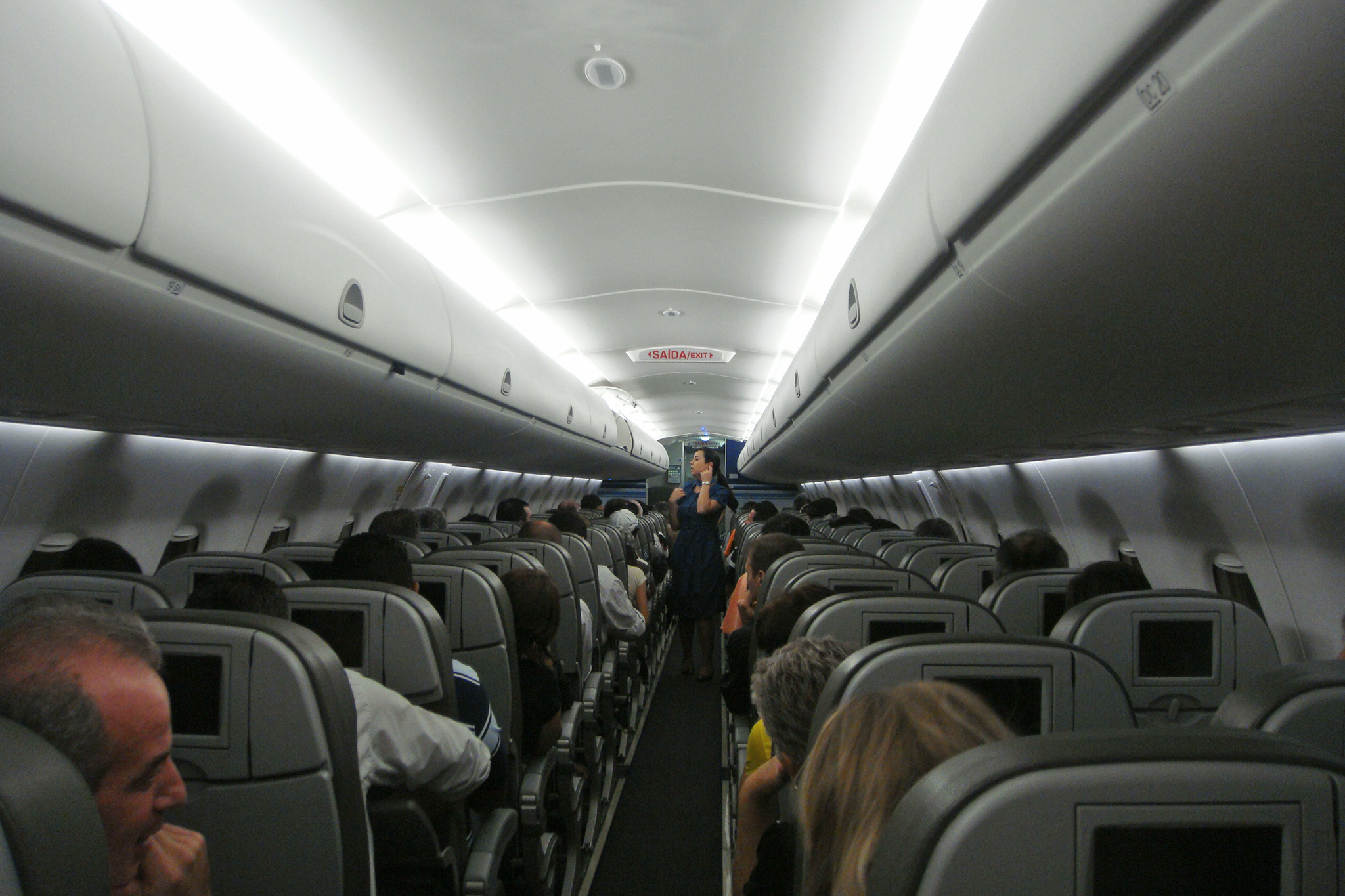
Пасажирський салон Embraer 190 авіакомпанії Azul Linhas Aéreas Brasileiras

У лютому 2011 року маршрутна мережа авіакомпанії Azul Linhas Aéreas Brasileiras включала наступні пункти призначення:
- Аракажу — Аеропорт Санта-Марія
- Белен — Міжнародний аеропорт імені Хуліо Сезара Рібейру
- Белу-Орізонті — Міжнародний аеропорт Танкреду Невес
- Бразиліа — Міжнародний аеропорт Бразиліа
- Кампінас — Міжнародний аеропорт Віракопус/Кампінас хаб
- Кампу-Гранді — Міжнародний аеропорт Кампу-Гранді
- Куритиба — Міжнародний аеропорт Афонсу Пена
- Куяба — Міжнародний аеропорт імені маршала Рондона
- Флоріанополіс — Міжнародний аеропорт імені Ерсіліу Луса
- Форталеза — Міжнародний аеропорт імені Пінту Мартінса
- Фос-ду-Ігуасу — Міжнародний аеропорт Фос-ду-Ігуасу[8]
- Гоянія — Міжнародний аеропорт Санта-Женевьєва
- Ільєус — Аеропорт Ільєус імені Жорже Амаду
- Жуан-Песоа — Міжнародний аеропорт імені президента Кастру Пінту
- Жоінвілі — Аеропорт Жоінвілі
- Масейо — Міжнародний аеропорт Зумбі-дус-Палмаріс
- Манаус — Міжнародний аеропорт імені Едуарду Гомеша
- Марінга — Регіональний аеропорт Марінга
- Навегантіс — Міжнародний аеропорт імені міністра Вітора Кондера
- Натал — Міжнародний аеропорт імені Аугусту Северу
- Порту-Алегрі — Міжнародний аеропорт Салгаду Філью
- Порту-Сегуру — Аеропорт Порту-Сегуру
- Ріо-де-Жанейро
  - Міжнародний аеропорт Галеан
  - Аеропорт Сантос-Дюмон
- Ріо Ново - Аеропорт Meamap Франсо
- Ресіфі — Міжнародний аеропорт Гуарарапіс
- Рібейран-Прету — Аеропорт імені доктора Лейті Лопеса[9]
- Салвадор — Міжнародний аеропорт імені депутата Луїса Едуардо Магальяса
- Сан-Жозе-ду-Ріу-Прету — Аеропорт Сан-Жозе-ду-Ріу-Прету
- Сан-Жозе-дус-Кампус — Аеропорт Сан-Жозе-дус-Кампус
- Сан-Луіс — Міжнародний аеропорт імені маршала Кунья Мачади
- Сан-Паулу — Аеропорт Конгоньяс
- Терезіна — Аеропорт імені сенатора Петроніу Портелли
- Віторія — Аеропорт імені Еуріку ді-Ажияра Саллеса

Також, авіакомпанія Azul виконує міжнародні чартерні рейси за наступними пунктам призначення:
- Сан-Карлос-де-Барілоче — Міжнародний аеропорт імені Теньенте Луїса Канделарія[10]
- Буенос-Айрес — Міжнародний аеропорт імені міністра Пістаріні

Azul забезпечує автобусні перевезення з деяких міст у найближчі аеропорти власної присутності:
- з Блуменау в Міжнародний аеропорт імені міністра Вітора Кондера
- з Кашіас-ду-Сул в Міжнародний аеропорт Салгаду Філью
- з Жундіаї, Пірасікаби і Сорокаби в Міжнародний аеропорт Віракопус/Кампінас
- з Аеропорту Конгоньяс (автобусна зупинка «Барра-Фунда» і кілька інших станцій) у Міжнародний аеропорт Віракопус/Кампінас

## Флот
Станом на грудень 2010 року повітряний флот авіакомпанії Azul Brazilian Airlines складали наступні літаки: